# Piece of Me
"Piece of Me" is de tweede single van Blackout van Britney Spears, en werd geproduceerd door Bloodshy & Avant. Het nummer werd geschreven door Christian Karlsson, Pontus Winnberg en Klas Åhlund.
Het nummer werd op 27 november 2007 voor airplay uitgebracht in de Verenigde Staten en op 29 november in het Verenigd Koninkrijk. Op 7 januari 2008 werd de single in het Verenigde Koninkrijk uitgebracht. Ook wordt het nummer gespeeld op radiozenders in Australië, Finland en Canada. Het nummer is inmiddels ook in Nederland uitgebracht en heeft in de week van 9 januari nummer 25 bereikt in de Tipparade, en uiteindelijk op nummer 4. De cd-single kwam op 14 januari uit in Nederland.

## Hitnotering
| Piece of Me in de Tipparade - binnen: 12 januari 2008 | Piece of Me in de Tipparade - binnen: 12 januari 2008 | Piece of Me in de Tipparade - binnen: 12 januari 2008 | Piece of Me in de Tipparade - binnen: 12 januari 2008 | Piece of Me in de Tipparade - binnen: 12 januari 2008 | Piece of Me in de Tipparade - binnen: 12 januari 2008 | Piece of Me in de Tipparade - binnen: 12 januari 2008 | Piece of Me in de Tipparade - binnen: 12 januari 2008 | Piece of Me in de Tipparade - binnen: 12 januari 2008 | Piece of Me in de Tipparade - binnen: 12 januari 2008 |
| Week                                                  | 1                                                     | 2                                                     | 3                                                     | 4                                                     | 5                                                     | 6                                                     | 7                                                     | 8                                                     | 9                                                     |
| ----------------------------------------------------- | ----------------------------------------------------- | ----------------------------------------------------- | ----------------------------------------------------- | ----------------------------------------------------- | ----------------------------------------------------- | ----------------------------------------------------- | ----------------------------------------------------- | ----------------------------------------------------- | ----------------------------------------------------- |
| Nummer                                                | 25                                                    | 21                                                    | 20                                                    | 17                                                    | 10                                                    | 6                                                     | 5                                                     | 4                                                     | uit                                                   |

| Piece of Me in de Ultratop 50 - binnen: 9 februari 2008 | Piece of Me in de Ultratop 50 - binnen: 9 februari 2008 | Piece of Me in de Ultratop 50 - binnen: 9 februari 2008 | Piece of Me in de Ultratop 50 - binnen: 9 februari 2008 | Piece of Me in de Ultratop 50 - binnen: 9 februari 2008 | Piece of Me in de Ultratop 50 - binnen: 9 februari 2008 | Piece of Me in de Ultratop 50 - binnen: 9 februari 2008 | Piece of Me in de Ultratop 50 - binnen: 9 februari 2008 | Piece of Me in de Ultratop 50 - binnen: 9 februari 2008 | Piece of Me in de Ultratop 50 - binnen: 9 februari 2008 | Piece of Me in de Ultratop 50 - binnen: 9 februari 2008 | Piece of Me in de Ultratop 50 - binnen: 9 februari 2008 | Piece of Me in de Ultratop 50 - binnen: 9 februari 2008 |
| Week                                                    | 1                                                       | 2                                                       | 3                                                       | 4                                                       | 5                                                       | 6                                                       | 7                                                       | 8                                                       | 9                                                       | 10                                                      | 11                                                      | 12                                                      |
| ------------------------------------------------------- | ------------------------------------------------------- | ------------------------------------------------------- | ------------------------------------------------------- | ------------------------------------------------------- | ------------------------------------------------------- | ------------------------------------------------------- | ------------------------------------------------------- | ------------------------------------------------------- | ------------------------------------------------------- | ------------------------------------------------------- | ------------------------------------------------------- | ------------------------------------------------------- |
| Nummer                                                  | 49                                                      | -                                                       | 35                                                      | 45                                                      | 44                                                      | 42                                                      | 39                                                      | 47                                                      | 45                                                      | -                                                       | 50                                                      | uit                                                     |

## Verwijzingen
1. ↑  cd-single op Free Record Shop.